# Дискография Tricky
В дискографию бристольского музыканта Tricky входят 10 студийных альбомов, 2 мини-альбома, 1 сборник, 23 сингла. Также в 2003 году вышел сборник созданный в рамках проекта Back to Mine. На диск Back To Mine: Tricky вошли композиции различных исполнителей, отобранные и смикшированные Трики. 30 ноября 2009 года поступил в продажу альбом ремиксов Tricky Meets South Rakkas Crew. На диске собраны ремиксы созданные группой South Rakkas Crew на песни Tricky с альбома Knowle West Boy.
Видеография Трики состоит из 27 клипов и двух DVD-сборников. На первый диск, изданный в 2002 году вслед за одноимённым сборником A Ruff Guide, вошли 13 клипов и 49-минутная документальная запись «Naked & Famous». Второй видеоальбом был издан как дополнительный диск к альбомому 2003 года Vulnerable. На DVD попали два клипа Tricky, одна концертная запись и документальное видео, отснятое в период работы над альбомом.
Первой самостоятельной записью в дискографии Трики был трек «Aftermath», записанный в 1991 году вместе с 15-летней Мартиной Топли-Бёрд. В ту пору Трики сотрудничал с группой Massive Attack. Его запись не заинтересовала участников группы, поэтому лишь в 1993 году, переехав в Лондон, Трики при участии звукозаписывающего лейбла издал Aftermath отдельным синглом.
Первый студийный альбом — Maxinquaye — вышел в 1995 году. В 2009 году дебютная запись Трики была переиздана под названием Maxinquaye Deluxe Edition в виде двух дисков, на один из которых вошли ремиксы, альтернативные версии песен и один новый трек «Slick 66».
Большинство композиций Трики, вплоть до записи Angels with Dirty Faces, созданы при участии вокалистки Мартины Топли-Бёрд. Альбом Juxtapose записан при участии DJ Muggs из группы Cypress Hill и музыкального продюсера Дейма Гриза. В записи всех песен альбома Vulnerable приняла участие итальянская вокалистка Costanza.

## Дискография

### Студийные альбомы
| Год                                                                   | Альбом | Высшие позиции в чартах | Высшие позиции в чартах | Высшие позиции в чартах | Высшие позиции в чартах | Высшие позиции в чартах | Высшие позиции в чартах | Высшие позиции в чартах | Высшие позиции в чартах | Высшие позиции в чартах | Высшие позиции в чартах | Высшие позиции в чартах | Высшие позиции в чартах | Высшие позиции в чартах | Высшие позиции в чартах | Высшие позиции в чартах | Сертификации (Пороги продаж) |
| Год                                                                   | Альбом | AT                      | AU                      | VL                      | WA                      | CA                      | CH                      | DE                      | FI                      | FR                      | GB                      | NL                      | NO                      | NZ                      | SE                      | US                      | Сертификации (Пороги продаж) |
| --------------------------------------------------------------------- | --- | ----------------------- | ----------------------- | ----------------------- | ----------------------- | ----------------------- | ----------------------- | ----------------------- | ----------------------- | ----------------------- | ----------------------- | ----------------------- | ----------------------- | ----------------------- | ----------------------- | ----------------------- | ---------------------------- |
| 1995                                                                  | Maxinquaye Детали - Выход: 20 февраля - Лейбл: Island - Форматы: LP, CD (+CD), CS, ЦД                      | —                       | 48                      | 19                      | 40                      | 53                      | —                       | 76                      | —                       | —                       | 3                       | 64                      | —                       | 23                      | 18                      | —                       | BPI: Золотой                 |
| 1996                                                                  | Nearly God Детали - Выход: 26 апреля - Лейбл: Island - Форматы: CD, LP, CS, ЦД                             | —                       | —                       | 35                      | —                       | 37                      | —                       | —                       | —                       | —                       | 10                      | 90                      | 34                      | 48                      | 27                      | —                       |                              |
| 1996                                                                  | Pre-Millennium Tension Детали - Выход: 11 ноября - Лейбл: Island - Форматы: CD, LP, CS, ЦД                 | —                       | —                       | —                       | 42                      | —                       | —                       | 69                      | 30                      | —                       | 30                      | 64                      | —                       | 26                      | 31                      | 140                     | BPI: Серебряный              |
| 1998                                                                  | Angels with Dirty Faces Детали - Выход: 25 мая - Лейбл: Island - Форматы: CD, 2×LP, ЦД                     | —                       | 35                      | 32                      | —                       | 69                      | —                       | 48                      | —                       | 14                      | 23                      | —                       | 38                      | 20                      | 54                      | 84                      |                              |
| 1999                                                                  | Juxtapose (совместно с DJ Muggs и Grease) Детали - Выход: 25 мая - Лейбл: Island - Форматы: CD, CS, LP, ЦД | 23                      | 49                      | —                       | —                       | —                       | 35                      | 41                      | —                       | 38                      | 22                      | —                       | 8                       | —                       | —                       | 182                     |                              |
| 2001                                                                  | Blowback Детали - Выход: 2 июля - Лейбл: ANTI- - Форматы: CD (+CD), 2×LP, ЦД                               | 5                       | 28                      | 27                      | 29                      | —                       | 33                      | 48                      | 29                      | 16                      | 34                      | 43                      | 29                      | 22                      | —                       | 138                     |                              |
| 2003                                                                  | Vulnerable Детали - Выход: 19 мая - Лейбл: ANTI- - Форматы: CD (+DVD), LP, ЦД                              | 67                      | —                       | 21                      | 28                      | —                       | 27                      | 65                      | —                       | 22                      | —                       | —                       | —                       | —                       | —                       | —                       |                              |
| 2008                                                                  | Knowle West Boy Детали - Выход: 7 июля - Лейбл: Domino - Форматы: CD, LP, ЦД                               | 35                      | —                       | 35                      | 89                      | —                       | 25                      | 95                      | —                       | 31                      | 63                      | 86                      | —                       | —                       | —                       | 147                     |                              |
| 2010                                                                  | Mixed Race Детали - Выход: 27 сентября - Лейбл: Domino - Форматы: CD, LP, ЦД                               | —                       | —                       | 61                      | 69                      | —                       | 99                      | —                       | —                       | 33                      | —                       | —                       | —                       | —                       | —                       | —                       |                              |
| 2013                                                                  | False Idols Детали - Выход: 23 мая - Лейбл: Studio !K7 - Форматы: CD (+2×LP), ЦД                           | 34                      | —                       | 17                      | 43                      | —                       | 30                      | 83                      | —                       | 93                      | 66                      | —                       | —                       | —                       | —                       | 149                     |                              |
| «—» означает, что альбом не попал в чарт или не был выпущен в стране. | |                         |                         |                         |                         |                         |                         |                         |                         |                         |                         |                         |                         |                         |                         |                         |                              |

### Сборники
| Год  | Альбом                                                             |
| ---- | ------------------------------------------------------------------ |
| 2002 | A Ruff Guide - Выход: 27 мая - Лейбл: Island - Форматы: CD, CS, ЦД |

### Альбомы ремиксов
| Год  | Альбом                                                                                    |
| ---- | ----------------------------------------------------------------------------------------- |
| 2009 | Tricky Meets South Rakkas Crew - Выход: 30 ноября - Лейбл: Domino - Форматы: CD, 2×LP, ЦД |

### Мини-альбомы
| Год                                                                   | Альбом                                                                   | Высшие позиции в чартах | Высшие позиции в чартах | Высшие позиции в чартах |
| Год                                                                   | Альбом                                                                   | FR                      | GB                      | IE                      |
| --------------------------------------------------------------------- | ------------------------------------------------------------------------ | ----------------------- | ----------------------- | ----------------------- |
| 1995                                                                  | The Hell EP - Выход: 24 июля - Лейбл: Island - Форматы: CD, 12", 7"      | —                       | 12                      | 27                      |
| 2000                                                                  | Mission Accomplished - Выход: 6 ноября - Лейбл: ANTI- - Форматы: CD, 12" | 83                      | —                       | —                       |
| «—» означает, что альбом не попал в чарт или не был выпущен в стране. |                                                                          |                         |                         |                         |

### Синглы
| Дата                                                                 | Сингл                                        | Высшие позиции в чартах | Высшие позиции в чартах | Высшие позиции в чартах | Высшие позиции в чартах | Высшие позиции в чартах | Высшие позиции в чартах | Альбом                         |
| Дата                                                                 | Сингл                                        | VL                      | FR                      | GB                      | NL                      | SE                      | ALT                     | Альбом                         |
| -------------------------------------------------------------------- | -------------------------------------------- | ----------------------- | ----------------------- | ----------------------- | ----------------------- | ----------------------- | ----------------------- | ------------------------------ |
| 24.01.1994                                                           | «Aftermath»                                  | —                       | —                       | 69                      | —                       | —                       | —                       | Maxinquaye                     |
| 25.04.1994                                                           | «Ponderosa»                                  | —                       | —                       | —                       | —                       | —                       | —                       | Maxinquaye                     |
| 16.01.1995                                                           | «Overcome»                                   | —                       | —                       | 34                      | —                       | —                       | —                       | Maxinquaye                     |
| 03.04.1995                                                           | «Black Steel»                                | —                       | —                       | 28                      | —                       | —                       | —                       | Maxinquaye                     |
| 30.10.1995                                                           | «Pumpkin»                                    | —                       | —                       | 26                      | —                       | —                       | —                       | Maxinquaye                     |
| 08.04.1996                                                           | «Poems»                                      | —                       | —                       | 28                      | —                       | 60                      | —                       | Nearly God                     |
| 28.10.1996                                                           | «Christiansands»                             | —                       | —                       | 36                      | —                       | —                       | —                       | Pre-Millennium Tension         |
| 30.12.1996                                                           | «Tricky Kid»                                 | —                       | —                       | 28                      | —                       | —                       | —                       | Pre-Millennium Tension         |
| 21.04.1997                                                           | «Makes Me Wanna Die»                         | —                       | —                       | 29                      | —                       | —                       | —                       | Pre-Millennium Tension         |
| 18.05.1998                                                           | «Broken Homes»                               | —                       | 56                      | 25                      | —                       | —                       | —                       | Angels with Dirty Faces        |
| 22.12.1998                                                           | «6 Minutes»                                  | —                       | —                       | —                       | —                       | —                       | —                       | Angels with Dirty Faces        |
| 03.08.1999                                                           | «For Real» (совместно с DJ Muggs и Grease)   | —                       | —                       | 45                      | —                       | —                       | —                       | Juxtapose                      |
| 20.08.2001                                                           | «Evolution Revolution Love»                  | —                       | —                       | —                       | 79                      | —                       | 35                      | Blowback                       |
| 01.07.2002                                                           | «You Don’t Wanna»                            | —                       | —                       | —                       | —                       | —                       | —                       | Blowback                       |
| 23.07.2003                                                           | «Antimatter»                                 | —                       | —                       | —                       | —                       | —                       | —                       | Vulnerable                     |
| 23.11.2003                                                           | «How High»                                   | —                       | —                       | —                       | —                       | —                       | —                       | Vulnerable                     |
| 30.07.2008                                                           | «Council Estate»                             | —                       | —                       | —                       | —                       | —                       | —                       | Knowle West Boy                |
| 20.10.2008                                                           | «Slow»                                       | —                       | —                       | —                       | —                       | —                       | —                       | Knowle West Boy                |
| 23.02.2009                                                           | «Puppy Toy»                                  | —                       | —                       | —                       | —                       | —                       | —                       | Knowle West Boy                |
| 23.11.2009                                                           | «C’mon Baby» (Совместно с South Rakkas Crew) | —                       | —                       | —                       | —                       | —                       | —                       | Tricky Meets South Rakkas Crew |
| 29.08.2010                                                           | «Murder Weapon»                              | —                       | 76                      | —                       | —                       | —                       | —                       | Mixed Race                     |
| 15.04.2013                                                           | «Nothing’s Changed»                          | —                       | —                       | —                       | —                       | —                       | —                       | False Idols                    |
| 07.06.2013                                                           | «Nothing Matters»                            | 89                      | —                       | —                       | —                       | —                       | —                       | False Idols                    |
| 30.09.2013                                                           | «Valentine»                                  | —                       | —                       | —                       | —                       | —                       | —                       | False Idols                    |
| «—» означает, что сингл не попал в чарт или не был выпущен в стране. |                                              |                         |                         |                         |                         |                         |                         |                                |

## Видеография

### Видеоальбомы
| Год  | Альбом                                                      |
| ---- | ----------------------------------------------------------- |
| 1995 | A Ruff Guide - Выход: 22 июля - Лейбл: Island - Формат: DVD |

### Видеоклипы
| Год  | Название                        | Режиссёр                       |
| ---- | ------------------------------- | ------------------------------ |
| 1994 | «Aftermath»                     | Майк Липскомб                  |
| 1994 | «Ponderosa»                     | Майк Липскомб                  |
| 1995 | «Overcome»                      | Майк Липскомб                  |
| 1995 | «Black Steel»                   | Майк Липскомб Pinko            |
| 1995 | «Hell Is Round the Corner»      | Стефан Сэднауи                 |
| 1995 | «Pumpkin»                       | Стефан Сэднауи                 |
| 1996 | «Here Come the Aliens»          | Стефан Сэднауи                 |
| 1996 | «Poems»                         | Tricky Pinko                   |
| 1996 | «Christiansands»                | Шон Мортенсен                  |
| 1996 | «Tricky Kid»                    | Артур Джэфа                    |
| 1997 | «Makes Me Wanna Die»            | Флория Сигизмонди              |
| 1998 | «Money Greedy»                  | Теодор Уитчер                  |
| 1998 | «Broken Homes»                  | Теодор Уитчер                  |
| 1999 | «For Real»                      | Стефан Сэднауи                 |
| 2001 | «Evolution Revolution Love»     | Джейк Скотт                    |
| 2001 | «You Don’t Wanna»               | н/д                            |
| 2003 | «Antimatter»                    | Стефан Сэднауи                 |
| 2003 | «Antimatter» (Jimmy & T. Remix) | Стефан Сэднауи                 |
| 2003 | «Unofficial»                    | Бас Винк                       |
| 2008 | «Council Estate»                | Валери Пирсон                  |
| 2008 | «Puppy Toy»                     | Доминик Льюнг                  |
| 2010 | «Council Estate»                | Fleur & Manu                   |
| 2010 | «Ghetto Stars»                  | Колин О’Тул                    |
| 2011 | «Time to Dance»                 | Пепе Бельмонте Дженни Линдфорс |
| 2013 | «Does It»                       | Tricky                         |
| 2013 | «Nothing Matters»               | Гэрри Вуд                      |
| 2013 | «Hey Love»                      | Скотт Фарли                    |
| 2013 | «Nothing Matters»               | Гэрри Вуд                      |
| 2013 | «Parenthesis»                   | Tricky                         |
| 2013 | «Is This Your Life»             | Tricky Лэн Трасти              |
| 2013 | «Hey Love»                      | Хьюго Гудсворд                 |

### Видеоклипы с участием Трики
| Год  | Название                  | Комментарий |
| ---- | ------------------------- | --- |
| 1990 | «Daydreaming»             | Клип группы Massive Attack, снятый при участии Tricky. Режиссёр — Бейлли Уолш.                                         |
| 1991 | «Just a Matter of Time»   | Одно из ранних видео группы Massive Attack. Режиссёр — Роджер Помфри. Трики появляется в заключительном эпизоде клипа. |
| 1995 | «Karmacoma»               | Клип группы Massive Attack, снятый при участии Tricky. Режиссёр — Джонатан Глэйзер.                                    |
| 1997 | «Represent»               | Клип группы Soul II Soul, снятый при участии Tricky. Режиссёры: Тим Карти и Уолтер Кэмпелл.                            |
| 1997 | «Do You Wanna Go Our Way» | Клип группы Public Enemy, снятый при участии Tricky. Режиссёры: Джонатан Вудс и Крис Адамс.                            |
| 2001 | «Simple Creed»            | Клип группы Live, снятый при участии Tricky. Режиссёр — Марк Уэбб.                                                     |
| 2002 | «Parabola»                | Клип группы Tool, снятый при участии Tricky. Режиссёр — Адам Джонс.                                                    |

## Сотрудничества
В данном разделе перечислены композиции, которые записаны различными музыкантами совместно с Трики.
| Год  | Композиция                                           | Релиз                                                         | Исполнитель        |
| ---- | ---------------------------------------------------- | ------------------------------------------------------------- | ------------------ |
| 1991 | «Blue Lines»                                         | Blue Lines                                                    | Massive Attack     |
| 1991 | «Five Man Army»                                      | Blue Lines                                                    | Massive Attack     |
| 1991 | «Daydreaming»                                        | Blue Lines                                                    | Massive Attack     |
| 1994 | «Karmacoma»                                          | Protection                                                    | Massive Attack     |
| 1994 | «Eurochild»                                          | Protection                                                    | Massive Attack     |
| 1995 | «Kickin'»                                            | We Care                                                       | Whale              |
| 1995 | «Tryzasnice»                                         | We Care                                                       | Whale              |
| 1995 | «Young Dumb n' Full of Cum»                          | We Care                                                       | Whale              |
| 1995 | «The Now Thing»                                      | «Pay for Me»                                                  | Whale              |
| 1995 | «The Now Thing»                                      | «I’ll Do Ya»                                                  | Whale              |
| 1995 | «Enjoy»                                              | Post                                                          | Бьорк              |
| 1995 | «Headphones»                                         | Post                                                          | Бьорк              |
| 1995 | «Ghost Town» (live)                                  | Rainbows EP                                                   | Терри Холл         |
| 1996 | «In a Lonely Place»                                  | The Crow: City Of Angels (Original Motion Picture Soundtrack) | Bush               |
| 1996 | «Tonite Is a Special Nite» (Kaos Mass Confusion Mix) | The Crow: City Of Angels (Original Motion Picture Soundtrack) | The Gravediggaz    |
| 1996 | «Smoking Beagles»                                    | «Smoking Beagles»                                             | Sub Sub            |
| 1996 | «Smoking Beagles» (Instrumental)                     | «Smoking Beagles»                                             | Sub Sub            |
| 1996 | «Had You in Me»                                      | «Woman» (Remixes)                                             | Нене Черри         |
| 1996 | «Chaos»                                              | Childline                                                     | Ambersunshower     |
| 1996 | «Crack Baby»                                         | «Kootchi»                                                     | Нене Черри         |
| 1997 | «Devotion»                                           | «Feel It»                                                     | Нене Черри         |
| 1997 | «I Wanna Know»                                       | «Feel It»                                                     | Нене Черри         |
| 1997 | «Summer Nights»                                      | Mind the Gap                                                  | Кэт Коффи          |
| 1998 | «We Know»                                            | Half-Baked (Music from the Motion Picture Soundtrack)         | DJ Milo            |
| 1999 | «Bombing Bastards»                                   | Close the Door                                                | Terranova          |
| 1999 | «Get Your Head Down»                                 | Ancoats 2 Zambia                                              | The Baby Namboos   |
| 1999 | «Ancoats 2 Zambia»                                   | Ancoats 2 Zambia                                              | The Baby Namboos   |
| 1999 | «Provoked»                                           | Ancoats 2 Zambia                                              | The Baby Namboos   |
| 1999 | «Paranoid Thugism»                                   | Ad Finité                                                     | Genaside II        |
| 2001 | «Simple Creed»                                       | V                                                             | Live               |
| 2002 | «Trouble Again»                                      | I, John                                                       | Джон Форте         |
| 2002 | «Don’t Touch»                                        | Bad Company (Music from the Motion Picture)                   | Ko-La              |
| 2002 | «The Harder They Come»                               | Bunkka                                                        | Пол Окенфолд       |
| 2002 | «Mixed-Up Faces»                                     | Mixed-Up Faces                                                | Rico               |
| 2002 | «Small Doses»                                        | Mixed-Up Faces                                                | Rico               |
| 2002 | «Run Dem Red»                                        | Game                                                          | KHM                |
| 2003 | «Ragga»                                              | Quixotic                                                      | Мартина Топли-Бёрд |
| 2003 | «I Still Feel»                                       | Quixotic                                                      | Мартина Топли-Бёрд |
| 2003 | «Ilya»                                               | Quixotic                                                      | Мартина Топли-Бёрд |
| 2003 | «Stevie’s (Day’s of a Gun)»                          | Quixotic                                                      | Мартина Топли-Бёрд |
| 2003 | «2Thousand3»                                         | Blossom                                                       | Agoria             |
| 2004 | «Bianche Le Mie Mani»                                | Tripomatic Fairytales 3003                                    | Jam & Spoon        |
| 2004 | «Street Times»                                       | Version Born                                                  | Sly & Robbie       |
| 2004 | «Recommended Dose»                                   | Violent Silences                                              | Rico               |
| 2004 | «Sandpaper Kisses»                                   | Anything                                                      | Мартина Топли-Бёрд |
| 2004 | «Alone»                                              | Sundance Film Festival 2004                                   | Мартина Топли-Бёрд |
| 2005 | «Neon Religion»                                      | Moonshower and Razorblades                                    | Sunshine           |
| 2007 | «Reflections»                                        | Living in Monochrome                                          | Zenzile            |
| 2007 | «Tongue Tied»                                        | Plug Me In                                                    | Balay              |
| 2008 | «Hurricane»                                          | Hurricane                                                     | Грейс Джонс        |
| 2009 | «Tease»                                              | Mecca                                                         | Персия Уайт        |
| 2009 | «Past Mistakes»                                      | Mecca                                                         | Персия Уайт        |
| 2010 | «Mediate»                                            | Original Sin                                                  | INXS               |
| 2012 | «Call Her»                                           | «Call Her»                                                    | Creep              |
| 2013 | «Wait for You»                                       | Comfort                                                       | Майя Джейн Коулз   |
| 2013 | «Music Sounds»                                       | «Музыка Гучыць»                                               | Олег Вяль          |

## Ремиксы
В данном разделе перечислены ремиксы, созданные Трики.
| Год  | Композиция (ремикс)                       | Релиз                          | Исполнитель                 |
| ---- | ----------------------------------------- | ------------------------------ | --------------------------- |
| 1994 | «Agolo» (How’s Tricks Mix)                | «Agolo»                        | Анжелика Киджо              |
| 1994 | «Boundaries» (Tricky Mix)                 | Boundaries                     | Лина Конкест                |
| 1995 | «Here» (Love/Hate Mix)                    | «Here»                         | Luscious Jackson            |
| 1996 | «Grandmaster» (Durban Poison Mix)         | What You Gonna Do              | Intastella                  |
| 1996 | «Where Do We Go From Here» (Tricky Remix) | Rising Mixes                   | Йоко Оно                    |
| 1996 | «Distorted Angel» (Remix by Tricky)       | All This Useless Beauty        | Элвис Костелло              |
| 1996 | «Milk» (The Wicked Mix featuring Tricky)  | «Milk»                         | Garbage                     |
| 1996 | «Milk» (Tricky Remix)                     | «Milk»                         | Garbage                     |
| 1997 | «In a Lonely Place» (Tricky Mix)          | Deconstructed                  | Bush                        |
| 1997 | «Hypnotize» (Trickster European Remix)    | «Hypnotize»                    | The Notorious B.I.G.        |
| 1998 | «Marbles» (Remix by Tricky)               | «Marbles»                      | Black Grape                 |
| 1998 | «Horse & Carriage» (Tricky Remix)         | «Horse & Carriage»             | Cam'Ron                     |
| 1999 | «Judgement Day» (Tricky Remix)            | «Judgement Day»                | Method Man                  |
| 2000 | «Natsu No Hi» (Tricky Remix)              | The Other Side of Absolute Ego | ACO                         |
| 2000 | «Bag Lady» (Tricky Remix)                 | Mama’s Gun                     | Эрика Баду                  |
| 2002 | «Strange Fruit» (Tricky Remix)            | Verve // Remixed               | Билли Холидей               |
| 2003 | «Le Grand Secret» (Remix by Tricky)       | «Le Grand Secret»              | Indochine                   |
| 2003 | «Growing Up» (Tricky Instrumental Remix)  | «Growing Up»                   | Питер Гэбриэл               |
| 2004 | «Jamaicanese» (Remix by Tricky)           | Mouse Gone Wild                | Eek-A-Mouse                 |
| 2004 | «Schizophrenic» (Remix by Tricky)         | Mouse Gone Wild                | Eek-A-Mouse                 |
| 2005 | «Stepper’s Delight» (Tricky Remix)        | Good Job                       | Rip Slyme                   |
| 2007 | «Skating Your Pool» (Tricky Remix)        | «Skating Your Pool»            | The Gospel при участии Kira |
| 2007 | «Red» (Tricky Remix)                      | «Red»                          | Laid Blak                   |
| 2007 | «Why, I Think It’s Love» (Tricky Remix)   | «Why, I Think It’s Love»       | The Dirty                   |
| 2012 | «Crest» (Tricky Remix)                    | «Crest»                        | The Antlers                 |

## Участие в саундтреках
В данный список включены песни, вошедшие только в официальные саундтреки. Полный список прозвучавших в фильмах и сериалах песен находится здесь.
| Год  | Фильм                         | Альбом                                                               | Композиция                                           |
| ---- | ----------------------------- | -------------------------------------------------------------------- | ---------------------------------------------------- |
| 1995 | «Виртуальность»               | Virtuosity (Original Motion Picture Soundtrack)                      | «Abbaon Fat Tracks»                                  |
| 1995 | «Исповедь»                    | Confessionnal (Original Motion Soundtrack)                           | «Aftermath»                                          |
| 1995 | «Странные дни»                | Strange Days (Music from the Motion Picture)                         | «Overcome»                                           |
| 1996 | «Ворон: Город Ангелов»        | The Crow: City of Angels (Original Motion Picture Soundtrack)        | «Tonite Is a Special Nite» (Kaos Mass Confusion Mix) |
| 1997 | «Зона преступности»           | City of Industry Soundtrack                                          | «Overcome»                                           |
| 1997 | «Любовь в Париже»             | Another 9½ Weeks (Music from the Motion Picture)                     | «Grandmaster» (Durban Poison Mix)                    |
| 1998 | «Непропеченный»               | Half-Baked (Music from the Motion Picture Soundtrack)                | «We Know»                                            |
| 1999 | «Силы природы»                | Forces of Nature (Music from the Original Motion Picture Soundtrack) | «Slowly»                                             |
| 1999 | «Время по Гринвичу»           | G:MT — Greenwich Mean Time (Music from the Film)                     | «Christiansands»                                     |
| 2000 | «Ворон 3: Спасение»           | The Crow: Salvation (Original Motion Picture Soundtrack)             | «Antihistamine»                                      |
| 2001 | «Яма»                         | Music from and Inspired by the Motion Picture the Hole               | «Antihistamine»                                      |
| 2001 | «Садист»                      | Bully (Music from the Larry Clark Film)                              | «Bury the Evidence»                                  |
| 2002 | «Тёмный ангел»                | Dark Angel (The Original TV Series Soundtrack)                       | «Trouble Again»                                      |
| 2002 | «Королева проклятых»          | Queen of the Damned (Music from and Inspired by the Motion Picture)  | «Excess»                                             |
| 2002 | «Плохая компания»             | Bad Company (Music from the Motion Picture)                          | «Excess»                                             |
| 2002 | «На пределе: Игры Х-тремалов» | Original Motion Picture Soundtrack from ESPN’s Ultimate X: The Movie | «Excess»                                             |
| 2003 | «Наркобарон»                  | Narc (Music from the Motion Picture)                                 | «Provoked»                                           |
| 2004 | «Очищение»                    | Очищение                                                             | «Breakaway»                                          |
| 2004 | «24 часа»                     | Twenty Four (Music from the Television Series)                       | «Christiansands»                                     |
| 2005 | «Узнай врага»                 | Sleeper Cell (Music from the Showtime Original Series)               | «Black Steel»                                        |
| 2007 | «Молокососы»                  | Skins: The Soundtrack                                                | «Hell Around the Corner»                             |
| 2011 | «Один день»                   | One Day (Original Motion Picture Soundtrack)                         | «Aftermath»                                          |
| 2011 | «Школа „Диаз“»                | Diaz (Colonna Sonora Originale)                                      | «Evolution Revolution Love»                          |

## Прочие появления
| Год  | Альбом                                                                           | Комментарий |
| ---- | -------------------------------------------------------------------------------- | --- |
| 1996 | Tricky presents: Grassroots - Выход: 11 августа - Лейбл: FFFR - Форматы: CD, 12" | Мини-альбом из композиций различных хип-хоп-исполнителей, продюсером и составителем которого выступил Tricky. |
| 2003 | Back to Mine: Tricky - Выпущен: 15 сентября - Лейбл: DMC - Формат: CD, 3×LP      | Компиляция создана в рамках проекта Back to Mine: по замыслу организаторов, музыканты и диджеи, известные в мире электронной музыки, создают сборник, исходя из собственных музыкальных вкусов и предпочтений. Альбом, составленный Tricky, стал четырнадцатым по счёту. |
| 2011 | IamOMNI - Формат: ЦД                                                             | Студийный альбом исполнителя, выступающего под псевдонимом OMNI. Tricky выступил продюсером записи. |